# Liste des ministres marocains des Affaires étrangères
Cette page donne la liste des anciens ministres marocains chargés des Affaires étrangères ; le nom exact de la fonction peut varier à chaque nomination.
Le ministre actuel est Nasser Bourita, ministre des Affaires étrangères et de la Coopération internationale.
| Ministre                                              | Intitulé                                                                | Ministre délégué ou Secrétaire d'État          | Intitulé                                                                                    | Gouvernement        | Début            | Fin               | Chef de l'État |
| Ahmed Balafrej                                        | Ministre des affaires étrangères                                        | aucun                                          | aucun                                                                                       | Bekkaï I et II      | 7 décembre 1955  | 16 avril 1958     | Mohammed V     |
| Ahmed Balafrej                                        | Ministre des affaires étrangères                                        | M'Hamed Boucetta                               | Secrétaire d’État aux affaires étrangères                                                   | Balafrej            | 12 mai 1958      | 3 décembre 1958   | Mohammed V     |
| Abdallah Ibrahim                                      | Ministre des affaires étrangères                                        | aucun                                          | aucun                                                                                       | Ibrahim             | 24 décembre 1958 | 21 mai 1960       | Mohammed V     |
| Driss M’hammedi                                       | Ministre des affaires étrangères                                        | aucun                                          | aucun                                                                                       | Mohammed V          | 27 mai 1960      | 19 mai 1961       | Mohammed V     |
| Driss M’hammedi                                       | Ministre des affaires étrangères                                        | aucun                                          | aucun                                                                                       | Hassan II 1         | 26 mai 1961      | 2 juin 1961       | Hassan II      |
| Hassan II (poste placé sous la haute autorité du roi) | Ministre des affaires étrangères                                        | aucun                                          | aucun                                                                                       | Hassan II 2         | 2 juin 1961      | 5 janvier 1963    | Hassan II      |
| Ahmed Balafrej                                        | Ministre des affaires étrangères                                        | aucun                                          | aucun                                                                                       | Hassan II 3         | 5 janvier 1963   | 13 novembre 1963  | Hassan II      |
| Ahmed Reda Guedira                                    | Ministre des affaires étrangères                                        | aucun                                          | aucun                                                                                       | Bahnini 1           | 13 novembre 1963 | 20 août 1964      | Hassan II      |
| Ahmed Taïeb Benhima                                   | Ministre des affaires étrangères                                        | aucun                                          | aucun                                                                                       | Bahnini 2           | 20 août 1964     | 3 novembre 1965   | Hassan II      |
| Ahmed Taïeb Benhima                                   | Ministre des affaires étrangères                                        | Abdellah Chorfi                                | Secrétaire d’État aux affaires étrangères                                                   | Hassan II 4         | 8 juin 1965      | 11 novembre 1967  | Hassan II      |
| Ahmed Laraki                                          | Ministre des affaires étrangères                                        | Abdellah Chorfi                                | Sous-secrétaire d’État aux Affaires étrangères                                              | Benhima             | 6 juillet 1967   | 7 octobre 1969    | Hassan II      |
| Abdelhadi Boutaleb                                    | Ministre des affaires étrangères                                        | Abdellah Chorfi                                | Sous-secrétaire d’État aux Affaires étrangères                                              | Laraki              | 7 octobre 1969   | 4 août 1971       | Hassan II      |
| Abdellatif Filali                                     | Ministre des affaires étrangères                                        | aucun                                          | aucun                                                                                       | Lamrani I et II     | 4 août 1971      | 20 novembre 1972  | Hassan II      |
| Ahmed Taïeb Benhima                                   | Ministre des affaires étrangères                                        | aucun                                          | aucun                                                                                       | Osman 1             | 20 novembre 1972 | 25 avril 1974     | Hassan II      |
| Ahmed Laraki                                          | Ministre d’État chargé des Affaires étrangères                          | Ahmed Cherkaoui (à partir du 24 août)          | Secrétaire d’État aux Affaires étrangères                                                   | Osman 1             | 25 avril 1974    | 10 octobre 1977   | Hassan II      |
| M’hamed Boucetta                                      | Ministre d’État chargé des Affaires étrangères et de la Coopération     | Abderrahmane Baddou                            | Secrétaire d’État aux Affaires étrangères                                                   | Osman 2             | 10 octobre 1977  | 27 mars 1979      | Hassan II      |
| M’hamed Boucetta                                      | Ministre d’État chargé des Affaires étrangères et de la Coopération     | Abderrahmane Baddou                            | Secrétaire d’État aux Affaires étrangères                                                   | Bouabid 1           | 27 mars 1979     | 5 octobre 1981    | Hassan II      |
| M’hamed Boucetta                                      | Ministre d’Etat chargé des Affaires étrangères                          | Abdelhak Tazi                                  | Secrétaire d’État aux Affaires étrangères                                                   | Bouabid 2           | 5 octobre 1981   | 30 novembre 1983  | Hassan II      |
| Abdelouahed Belkeziz                                  | Ministre des Affaires étrangères                                        | Abdelhak Tazi                                  | Secrétaire d’État aux Affaires étrangères                                                   | Lamrani 3           | 30 novembre 1983 | 11 avril 1985     | Hassan II      |
| Abdellatif Filali                                     | Ministre des Affaires étrangères, de la Coopération et de l'Information | Mohamed Sekkat (à partir du 30 septembre 1986) | Secrétaire d'État aux Affaires étrangères, chargé des Relations avec la CEE                 | Lamrani 4/Laraki    | 11 avril 1985    | 11 août 1992      | Hassan II      |
| Abdellatif Filali                                     |                                                                         |                                                |                                                                                             | Lamrani 5           | 11 août 1992     | 9 novembre 1993   | Hassan II      |
| Abdellatif Filali                                     |                                                                         |                                                |                                                                                             | Lamrani 6           | 11 novembre 1993 | 25 mai 1994       | Hassan II      |
| Abdellatif Filali                                     | Ministre des Affaires étrangères                                        | Taïeb Fassi-Fihri                              | Secrétaire d'État aux Affaires étrangères et à la Coopération                               | Filali I, II et III | 7 juin 1994      | 14 février 1998   | Hassan II      |
| Abdellatif Filali                                     | Ministre des Affaires étrangères et de la Coopération                   |                                                |                                                                                             | Youssoufi 1         | 14 mars 1998     | 8 avril 1999      | Hassan II      |
| Mohamed Benaissa                                      | Ministre des Affaires étrangères et de la Coopération                   |                                                |                                                                                             | Youssoufi 1         | 8 avril 1999     | 6 septembre 2000  | Mohammed VI    |
| Mohamed Benaissa                                      | Ministre des Affaires étrangères et de la Coopération                   |                                                |                                                                                             | Youssoufi 2         | 6 septembre 2000 | 7 novembre 2002   | Mohammed VI    |
| Mohamed Benaissa                                      | Ministre des Affaires étrangères et de la Coopération                   | Taïeb Fassi-Fihri                              | Ministre délégué aux Affaires étrangères et à la Coopération                                | Jettou I et II      | 7 novembre 2002  | 19 septembre 2007 | Mohammed VI    |
| Taïeb Fassi-Fihri                                     | Ministre des Affaires étrangères et de la Coopération                   | Latifa Akherbach                               | Secrétaire d’État auprès du ministre des Affaires étrangères et de la coopération           | El Fassi            | 15 octobre 2007  | 3 janvier 2012    | Mohammed VI    |
| Taïeb Fassi-Fihri                                     | Ministre des Affaires étrangères et de la Coopération                   | Ahmed Lakhrif (jusqu'au 23 décembre 2008)      | Secrétaire d’État auprès du ministre des Affaires étrangères et de la coopération           | El Fassi            | 15 octobre 2007  | 3 janvier 2012    | Mohammed VI    |
| Taïeb Fassi-Fihri                                     | Ministre des Affaires étrangères et de la Coopération                   | Mohammed Ouzzine (à partir du 30 juillet 2009) | Secrétaire d’État auprès du ministre des Affaires étrangères et de la coopération           | El Fassi            | 15 octobre 2007  | 3 janvier 2012    | Mohammed VI    |
| Saâdeddine El Othmani                                 | Ministre des Affaires étrangères et de la Coopération                   | Youssef Amrani                                 | Ministre délégué auprès du ministre des Affaires étrangères et de la Coopération            | Benkiran 1          | 3 janvier 2012   | 10 octobre 2013   | Mohammed VI    |
| Salaheddine Mezouar                                   | Ministre des Affaires étrangères et de la Coopération                   | Mbarka Bouaida (jusqu'au 21 octobre 2016)      | Ministre délégué auprès du ministre des Affaires étrangères et de la Coopération            | Benkiran 2          | 10 octobre 2013  | 5 avril 2017      | Mohammed VI    |
| Salaheddine Mezouar                                   | Ministre des Affaires étrangères et de la Coopération                   | Nasser Bourita (à partir du 6 février 2016)    | Ministre délégué auprès du ministre des Affaires étrangères et de la Coopération            | Benkiran 2          | 10 octobre 2013  | 5 avril 2017      | Mohammed VI    |
| Nasser Bourita                                        | Ministre des Affaires étrangères et de la Coopération internationale    | Abdelkrim Benatiq                              | Ministre délégué chargé des Marocains résidant à l’étranger et des Affaires de la migration | El Othmani          | 5 avril 2017     | en fonction       | Mohammed VI    |